# Corydalis ampelos
Corydalis ampelos är en vallmoväxtart som beskrevs av Liden och Z.Y.Su. Corydalis ampelos ingår i släktet nunneörter, och familjen vallmoväxter. Inga underarter finns listade i Catalogue of Life.